# Manon Brunetová
Manon Apithyová-Brunetová (* 7. února 1996 Lyon) je francouzská reprezentantka v šermu šavlí. Šermuje pravou rukou. Je členkou klubu Cercle d'escrime orléanais a trénuje ji Jean-Philippe Daurelle. Je poddůstojnicí francouzského četnictva.
Při svém olympijském debutu na LOH 2016 obsadila čtvrté místo v individuální soutěži a osmé místo s družstvem. Na Letních olympijských hrách 2020 získala stříbrnou medaili jako členka družstva a bronzovou mezi jednotlivkyněmi. Na Letních olympijských hrách 2024 v Paříži vybojovala zlatou medaili, kdy ve finále porazila krajanku Saru Balzerovou.
Na mistrovství světa v šermu získala čtyři medaile v týmové soutěži: zlato v roce 2018, stříbro v letech 2014 a 2019 a bronz v roce 2017. Na mistrovství Evropy v šermu byla druhá v individuální soutěži v roce 2019 a s družstvem vybojovala třikrát stříbro (2014, 2015 a 2016) a třikrát bronz (2017, 2018 a 2019). Vyhrála pět turnajů Světového poháru.
Dne 8. září 2021 se stala rytířkou Národního řádu za zásluhy.
V říjnu 2021 se provdala za francouzského šermíře Boladé Apithyho.